# Xã Atchison, Quận Nodaway, Missouri
Xã Atchison (tiếng Anh: Atchison Township) là một xã thuộc quận Nodaway, tiểu bang Missouri, Hoa Kỳ. Năm 2010, dân số của xã này là 400 người.